# جیمز اینسورث ایر
جیمز اینسورث ایر (انگلیسی: James Eyre؛ ۲ نوامبر ۱۹۳۰ – ۳ ژانویه ۲۰۰۳ (۷۲ ساله)) فرد نظامی اهل بریتانیا بود. وی همچنین برندهٔ جوایزی همچون نشان سلطنتی ویکتوریایی و نشان امپراتوری بریتانیا شده‌است.